# Morus
|  | Aquest article tracta sobre el gènere d'ocells, pel gènere homònim de plantes vegeu Morera |

Morus és un gènere d'ocells marins de la família de súlids (Sulidae). Aquests ocells tenen hàbits pelàgics i crien sobre illes, tant en penya-segats com en territori pla, a l'Atlàntic i a la zona d'Austràlia i Nova Zelanda.
En aigües properes als Països Catalans es pot observar una de les espècies, el mascarell, que dona nom a la resta de les espècies de la família.

## Llistat d'espècies
Se n'han descrit tres espècies vives dins aquest gènere:
- mascarell atlàntic (Morus bassanus).
- mascarell del Cap (Morus capensis).
- mascarell australià (Morus serrator).